# Floriane Liborio
Floriane Liborio (Mont-Saint-Aignan, 16 de marzo de 1988) es una deportista francesa que compite en taekwondo.
Ganó una medalla de bronce en el Campeonato Mundial de Taekwondo de 2013 y cuatro medallas en el Campeonato Europeo de Taekwondo entre los años 2010 y 2016.

## Palmarés internacional
| Campeonato Mundial | Campeonato Mundial       | Campeonato Mundial | Campeonato Mundial |
| Año                | Lugar                    | Medalla            | Categoría          |
| ------------------ | ------------------------ | ------------------ | ------------------ |
| 2013               | Puebla (México)          | Medalla de bronce  | –53 kg             |
| Campeonato Europeo |                          |                    |                    |
| Año                | Lugar                    | Medalla            | Categoría          |
| 2010               | San Petersburgo (Rusia)  | Medalla de oro     | –53 kg             |
| 2012               | Mánchester (Reino Unido) | Medalla de oro     | –57 kg             |
| 2014               | Bakú (Azerbaiyán)        | Medalla de bronce  | –53 kg             |
| 2016               | Montreux (Suiza)         | Medalla de bronce  | –53 kg             |